# 苏弗尔韦耶赛姆
苏弗尔韦耶赛姆（法語：Souffelweyersheim，发音：[sufəlvɛjəʁsaim] 或 [sufəlvajəʁsaim]；德语：Suffelweyersheim）是法国下莱茵省的一个市镇，属于斯特拉斯堡区（Strasbourg）和厄奈姆县（Hœnheim）。该市镇总面积4.51平方公里，2009年时的人口为7302人。

## 人口
苏弗尔韦耶赛姆人口变化图示